# Sterling Lyon
Sterling Rufus Lyon (30 de janeiro de 1927 - 16 de dezembro de 2010) foi um político canadense, tendo sido o 17º Premier de Manitoba entre 1977 e 1981. Seu governo introduziu várias medidas fiscalmente conservadoras, e às vezes era visto como uma versão local do governo de Margaret Thatcher no Reino Unido.